# Nuevo Partido Democrático
El Nuevo Partido Democrático (en inglés New Democratic Party o NDP; en francés Nouveau parti démocratique o NPD) es un partido político progresista y socialdemócrata en Canadá. El líder nacional del NDP es Don Davies que fue elegido interinamente como jefe del partido luego de la renuncia de Jagmeet Singh el 5 de mayo de 2025.
A diferencia de la mayoría de los partidos canadienses el NDP tiene una fuerte estructura federal y provincial, teniendo presencia con sus partidos provinciales en las 13 provincias y territorios canadienses. A su vez cuentan con representación en 8 de las 13 legislaturas provinciales y territoriales de Canadá: Alberta, Columbia Británica, Manitoba, Terranova y Labrador, Nueva Escocia, Ontario,Saskatchewan y Yukón. 
Actualmente gobiernan la Columbia Británica con mayoría absoluta en el parlamento. A su vez el Nuevo Partido Democrático de Yukón tiene un acuerdo con el Partido Liberal de Yukón, pero no forman parte del gobierno. Están en la oposición en Alberta, Manitoba, Ontario y Saskatchewan. 
El NDP fue fundado en 1961 a partir de la fusión de la Federación de la Mancomunidad Cooperativa (CCF) con el Congreso Laboral Canadiense (CLC). Los NDP de nivel federal y provincial (o territorial) están más integrados socialmente que otros partidos políticos en Canadá. El NDP estuvo afiliado a la Internacional Socialista hasta 2018. Actualmente está afiliado a la Alianza Progresista.
El NDP a menudo ha sido el tercer o cuarto partido más grande de Canadá en el Parlamento, alineándose a veces con el Partido Liberal de Canadá, como lo hizo durante el gobierno minoritario de Lester B. Pearson de 1963 a 1968, Pierre Trudeau de 1972 a 1974 y Paul Martin de 2004 a 2006. Después de las elecciones federales de 1993, el NDP fue relegado al cuarto puesto tras del Bloc Québécois, un puesto que mantendría durante la mayor parte de las próximas dos décadas. 
Bajo la dirección de Jack Layton, en las elecciones federales de 2011 el NDP consiguió el segundo puesto en la Cámara de los Comunes, siendo el primer partido de la oposición, por primera vez en la historia. Sin embargo, el NDP perdió 59 escaños en las elecciones federales de 2015 quedando como tercer partido en el Parlamento. En 2019 volvió a perder escaños, logrando solamente 24, para ser la cuarta fuerza en el Parlamento. En 2021 logró un leve ascenso, obteniendo 25 escaños (uno más que en los anteriores comicios) y manteniéndose como cuarta fuerza.

## Ideología
El NDP evolucionó en 1961 a partir de la fusión del Congreso Laboral Canadiense (CLC) y la Federación Cooperativa de la Commonwealth (CCF). El CCF creció de raíces populistas, agrarias y socialistas en un moderno partido socialdemócrata. Aunque el CCF era parte de la izquierda cristiana y del movimiento Evangelio Social, el NDP es secular y plural. Se ha ampliado para incluir las preocupaciones de la Nueva Izquierda y aboga por cuestiones como los derechos LGBT, la paz internacional y la gestión ecológica.
El NDP federal se distanció de su anterior posición donde se definía su ideología y política como "socialista". En su declaración más reciente sobre este asunto, tal como figura en el preámbulo de la constitución del partido, enmendada el 14 de abril de 2013, otorga el lugar preminente a la tradición "socialdemócrata" como base para la orientación del partido. Esta versión del preámbulo no excluye la importancia de otras influencias ideológicas sobre el partido a lo largo de su historia.

### Plataforma Electoral Federal 2015
El NDP defienden en la actualidad, entre otras cosas:
- Cuatro años de superávit presupuestario que dependen de los aumentos de impuestos en las empresas y poner fin a exenciones fiscales para las opciones sobre acciones.[26]
- Aumento de la tasa del impuesto corporativo del 15% al 17% y bajar la tasa de impuesto a la pequeña empresa del 11% al 9%.[26]
- Crear un sistema nacional de límites para reducir las emisiones de gases de efecto invernadero.[26]
- Reabrir la constitución y ganar el apoyo unánime de las provincias para abolir el Senado.[27]
- Mantenimiento y expansión de los derechos humanos y civiles, que incluyen: igualdad de género, igualdad de derechos para los ciudadanos LGBTQIA +, derechos de las personas con discapacidades físicas y mentales, derechos de los trabajadores, y tratado de los pueblos aborígenes, tierra y derechos constitucionales.[28]
- Promover la interculturalidad y una comprensión intercultural de Canadá.[29]
- Expansión de la atención médica pública, incluido un plan de cobertura de medicamentos recetados con un presupuesto de $ 2.6 mil millones en cuatro años.[26]
- Recibir a 10 000 refugiados sirios inmediatamente y 9,000 por año luego.[26]
- aste $ 595 millones para crear una guardería universal de $ 15 por día y un millón de espacios de guardería.[26]
- Restablecer el salario mínimo federal para dar a los trabajadores de las industrias reguladas federalmente, como el transporte ferroviario y aéreo, la banca y las telecomunicaciones, un salario de $ 15 por hora.[30]
- Reducir la pobreza en Canadá.[31]
- Políticas de asistencia social que reflejen las necesidades de los ciudadanos y ayuden a su reingreso a la fuerza de trabajo.
- Estándares nacionales de seguridad del agua
- Ampliación de los fondos para el transporte público.
- Una política exterior que enfatiza la diplomacia, el mantenimiento de la paz y la ayuda humanitaria en lugar de la acción militar ofensiva.
- Despenalizar la marihuana.[32]

## Resultados electorales
|  | 13,57 % |

|  | 13,22 % |

|  | 21,9 % |

|  | 16,96 % |

|  | 17,83 % |

|  | 15,44 % |

|  | 17,88 % |

|  | 19,70 % |

|  | 18,80 % |

|  | 20,38 % |

|  | 6,88 % |

|  | 11,05 % |

|  | 8,51 % |

|  | 15,68 % |

|  | 17,48 % |

|  | 18,18 % |

|  | 30,65 % |

|  | 19,73 % |

|  | 15,98 % |

|  | 17,82 % |

|  | 6,32 % |

## Ramas provinciales
A diferencia del resto de partidos canadienses, el NPD está integrada con sus partidos provinciales y territoriales, excepto en Nuvavut los Territorios del Noroeste y Quebec. En Quebec existe el Nuevo Partido Democrático de Quebec (Nouveau Parti Democratique du Québec), que no está integrado en el partido federal.
|  | 44,02 % |

|  | 44,86 % |

|  | 45,63 % |

|  | 1,30 % |

|  | 8,02 % |

|  | 22,17 % |

|  | 18,55 % |

|  | 4,49 % |

|  | 40,4 % |

|  | 28,17 % |